# 39. pehotna divizija (ZDA)
Za druge 39. divizije glejte 39. divizija.
39. pehotna divizija (izvirno angleško 39th Infantry Division) je bila pehotna divizija Kopenske vojske ZDA.

## Zgodovina
Divizija je bila prvotno ustanovljena iz prebivalcev Arkansasa, Louisiane in Mississippija. Maja 1946 je bila divizija premeščena iz Regularne vojske v Kopensko nacionalno gardo Arkansasa, decembra 1967 pa je bila preoblikovana v 39. pehotno brigado.